# Ulosyneda cervina
Ulosyneda cervina är en fjärilsart som beskrevs av Edwards 1882. Ulosyneda cervina ingår i släktet Ulosyneda och familjen nattflyn. Inga underarter finns listade i Catalogue of Life.